# MAON - Museo d'arte dell'Otto e Novecento
Il MAON, ovvero Museo d'arte dell'Otto e Novecento, è stato inaugurato il 4 maggio 2004 per iniziativa del Centro per l’arte e la cultura “A. Capizzano” di Rende, che intitolato all'artista rendese Achille Capizzano, a sua volta, è nato nel 1997 su iniziativa di Sandro Principe, già parlamentare e sindaco di Rende. Dopo sette anni di una intensa attività di mostre il Centro si è dotato di raccolte stabili e ha istituito il Museo, nato da un progetto del critico d'arte Tonino Sicoli, che ne è il direttore artistico. Esso è una delle poche istituzioni culturali meridionali dedicate all’arte moderna e contemporanea, ed ha sede a Palazzo Vitari (XVIII sec), nel Centro Storico della cittadina calabrese, dato in comodato d'uso dall'Amministrazione comunale. 
Il MAON ha il riconoscimento, fra i Luoghi del Contemporaneo, del Ministero per i Beni e le Attività Culturali.

## Collezioni

### Arte in Calabria

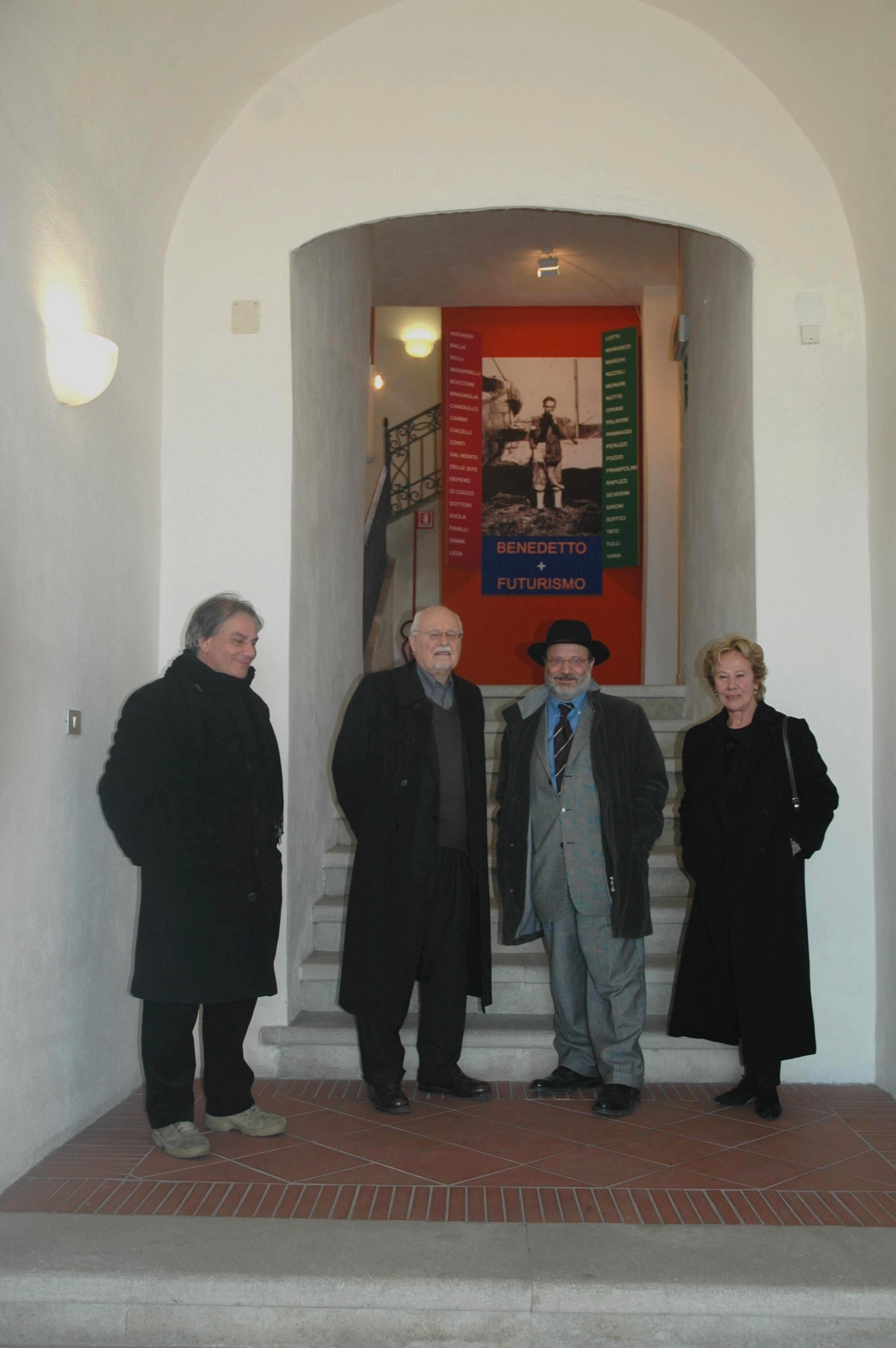
Luigi Magli, M. Calvesi e A. Monferini al Maon

Il MAON è l'unico museo con raccolte stabili degli artisti nati in Calabria del XIX e XX secolo. Nella collezione dell'Ottocento sono documentati, fra gli altri: Giuseppe Benassai, Andrea Cefaly sr, Rubens Santoro, Giuseppe Cosenza, Salvatore Petruolo, Enrico Salfi, Giuseppe Renda, Rocco Milanesi, Francesco Jerace, Vincenzo Jerace, Francis La Monaca, Gaele Covelli.
Fra gli artisti del Novecento: Umberto Boccioni, Antonio Marasco, Enzo Benedetto, Angelo Savelli, Domenico Colao, Maria Grandinetti Mancuso, Andrea Alfano, Giuseppe Rito, Achille Capizzano, Mimmo Rotella, Luigi Di Sarro, Aldo Turchiaro, Sergio Ruffolo, Nunzio Solendo, Giuseppe Gallo, Alfredo Pirri, Luigi Magli, Francomà, Cesare Berlingeri, Anna Romanello, Giulio Telarico, Francesco Correggia, Mario Parentela, Francesco Lupinacci, Antonio Pujia Veneziano, Salvatore Dominelli, Pietro Perrone, Franco Toscano.
Sono state acquisite anche opere di artisti non calabresi, italiani e stranieri, legati in qualche modo alla Calabria, come: Carmine Di Ruggiero, Luciano Caruso, Toni Ferro, Vinicio Berti, Marlis Nussbaumer, Camilla Thompson, Alejandro García, Bijan Bassiri.

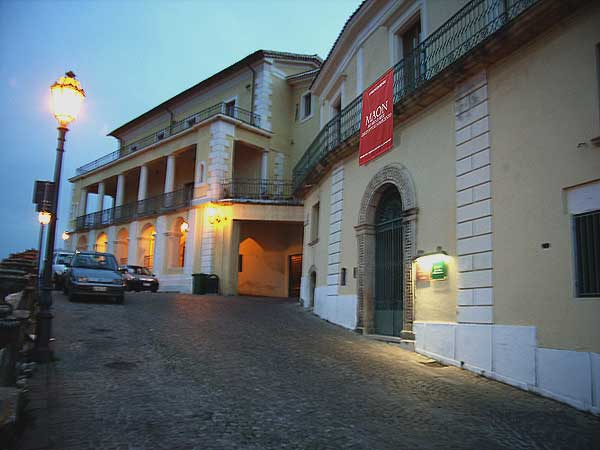
MAON, Palazzo Vitari, Rende

Nel 2004 Reginald Green ha donato al Museo il modello del monumento Children's Bell Tower, che sorge a Bodega Bay in California, opera dello scultore statunitense Bruce Hasson e dedicato alla memoria del figlio Nicholas Green, ucciso in Calabria dalla mafia nel 1994.

### La raccolta Achille Capizzano
Questa sezione documenta un percorso artistico compiuto nel corso degli anni Trenta-Cinquanta del Novecento da Achille Capizzano, che ebbe i natali a Rende nel 1907, ma che visse e lasciò gran parte della sua produzione a Roma, dove morì nel 1951. Collaboratore di artisti come Ferruccio Ferrazzi e di architetti quali Luigi Moretti e Adalberto Libera, Capizzano vinse insieme a Gentilini, Guerrini e Quaroni, i due concorsi per l’esecuzione di un gigantesco mosaico nella Sala Centrale del Palazzo dei Ricevimenti e dei Congressi all’E 42 (EUR, Roma).
Il mosaico, intitolato “L’Impero”, avrebbe dovuto far parte di una serie di decorazioni per il palazzo, assegnate, tra gli altri, ad Achille Funi, Afro Basaldella e Bruno Saetti. Fra il 1934 ed 1943, Capizzano aveva eseguito per il Foro Italico cinque grandi mosaici pavimentali, insieme a Gino Severini, Angelo Canevari e Giulio Rosso. 
Fu anche ricercato progettista e decoratore di ambienti in palazzi privati e in prestigiosi alberghi romani come l’Hotel Hassler ed il Mediterraneo. Nel 1954, a pochi anni dalla sua morte, gli venne dedicata una sala personale alla XXVII Biennale Internazionale di Venezia.
Nel 2012 è stato acquisito tramite donazione da parte dei figli il grande dipinto di Capizzano “Assalto alla carovana” di quasi sei metri, realizzato nel 1946 per il Cinema Rivoli di Roma.

### La collezione Luigi Ladaga
Nell’estate 2004, il MAON si è arricchito di un’importante donazione di arte contemporanea da parte del collezionista Luigi Ladaga (Cosenza, 1924 - Diamante 2006). Ladaga è stato dirigente nazionale del PSI, vicesindaco di Taranto, presidente nazionale della Lega per le Autonomie Locali, vicepresidente dell’ISVEIMER, collaboratore di Giacomo Mancini al Ministero per il Mezzogiorno e suo capo di gabinetto durante la carica di sindaco di Cosenza, assessore ai Rapporti Istituzionali della Provincia di Cosenza. Riformista, autonomista, garantista, meridionalista, è stato anche un uomo coerente, acuto, dotato di profonda cultura e di passione artistica, amico di intellettuali ed artisti.
La sua raccolta comprende fra le altre, opere d’arte di: Mario Ceroli, Alighiero Boetti, Mario Schifano, Lucio Del Pezzo, Nicola Carrino, Umberto Mastroianni, Mario Persico, Carlo Alfano, Nicola De Maria. 

### Tracce del Novecento
La sezione di opere grafiche documenta i grandi maestri del Novecento come Pablo Picasso con un nudino di “Celestina”, George Braque con una “Farfalla”, Marcel Duchamp con un'acquaforte della "Fontana", Salvador Dalì con una “Scena evangelica”, Max Ernst con una raffinata incisione, Sonia Delaunay con una “Carta da gioco”, Jean Cocteau con un “Garçon”, Giacomo Balla con un bozzetto per costume, Antoni Tapies con un’acquatinta astratta, Graham Sutherland con un “Fiore di pietra”, fino a Alberto Burri con una composizione a colori, Lucio Fontana con una superficie bianca lievemente incisa, Giuseppe Capogrossi con i suoi moduli a forchetta, Mimmo Rotella con una “Tigre”, Henry Moore con una “Madre col bambino”, Jannis Kounellis con una "rosa bianca".

### La raccolta Fondazione Carmine Domenico Rizzo
Nel 2012 è entrato a far parte del Museo un nucleo di opere concesse dalla Fondazione Carmine Domenico Rizzo. Si tratta di una raccolta che copre un periodo compreso fra il Secondo Futurismo e l'Arte astratto-concreta: Ivo Pannaggi, Nicolaj Diulgheroff, Osvaldo Peruzzi, Giulio D'Anna, Gualtiero Nativi, Gianni Bertini, Giulio Turcato, Mario Nigro, Arturo Carmassi, Venturino Venturi, Bruno Munari, Gianni Dova, Dadamaino e tanti altri.
Carmine Domenico Rizzo era un imprenditore calabrese nato a Campana (Cs) nel 1916 e trasferitosi nel Secondo Dopoguerra a Bologna, dove era diventato uno dei principali costruttori edili. Negli anni Sessanta aveva finanziato i primi film di Pupi Avati e nel 1983 era stato nominato Cavaliere del Lavoro. Alla sua morte avvenuta nel 2006 la Fondazione a lui intitolata, con sede a Rende, ha proseguito le sue attività sociali, filantropiche e culturali ad opera del nipote Giuseppe Chiarello.

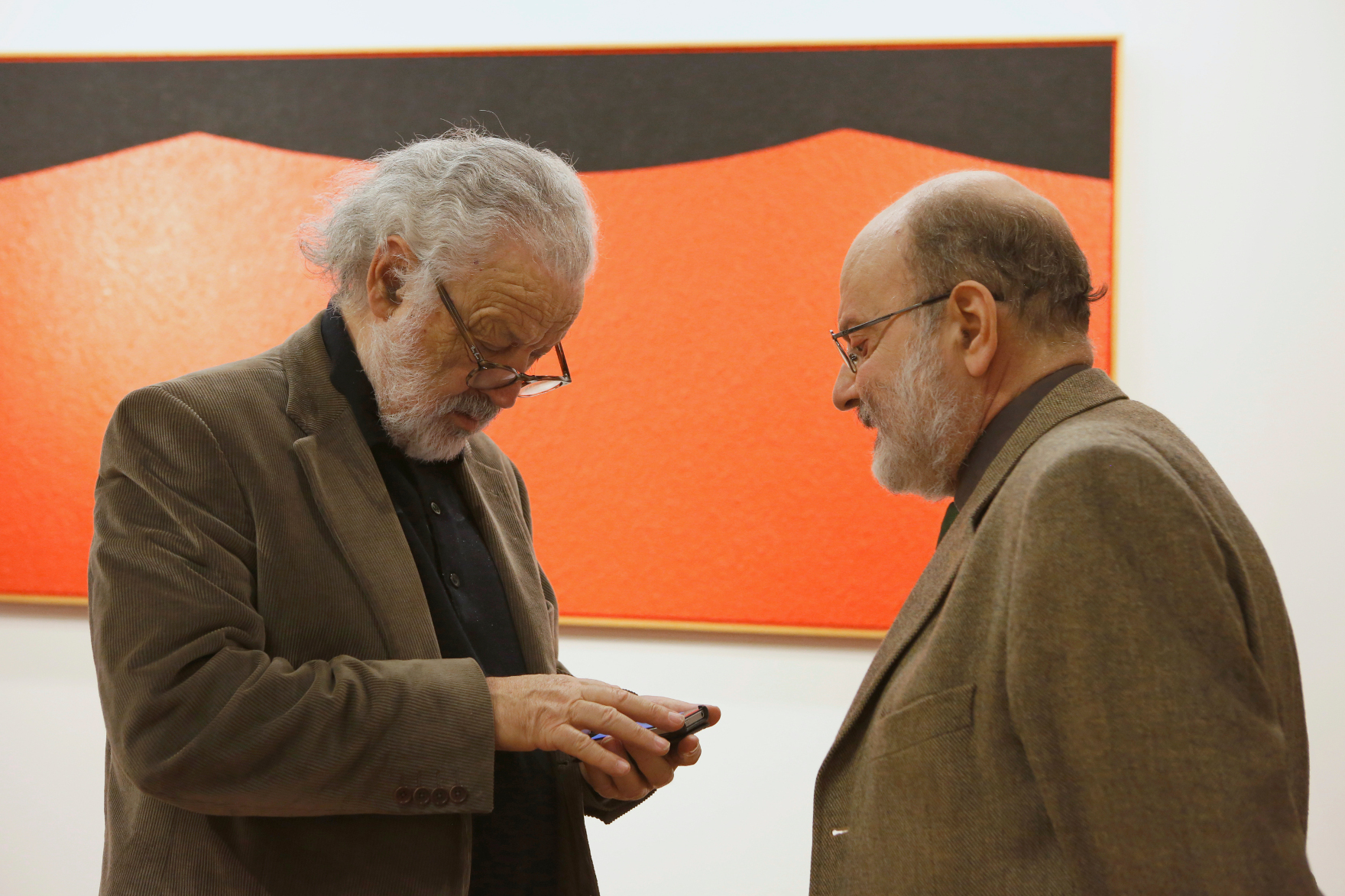
Mostra Alberto Burri e i poeti. Bruno Corà e Tonino Sicoli, 2015

### L'attività

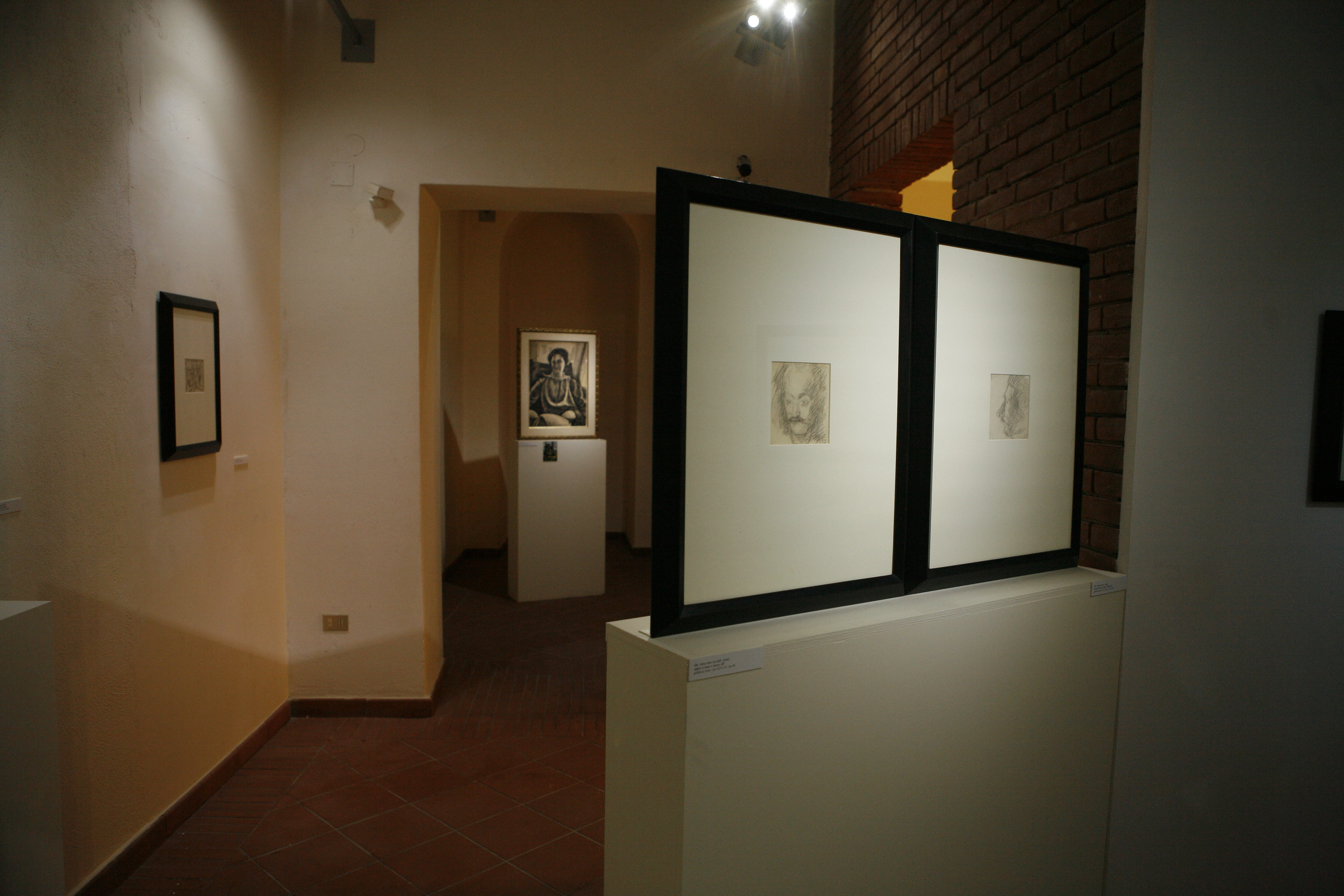
Mostra Umberto Boccioni. Una raccolta di disegni. MAON, 2008.

La pubblicazione di cataloghi e di volumi monografici ha dato alle mostre del MAON il giusto corredo documentario e divulgativo. 
In particolare, dal 2008 al 2009 è stata ospitata al MAON una raccolta di 85 fra disegni, pastelli, acquerelli e incisioni di Umberto Boccioni, già appartenuti alla collezionista americana Lydia Winston Malbin e rientrati in Italia nel 1996. Nel 2009 il MAON ha organizzato e ospitato assieme al Museo d’Arte di Lugano l’unica mostra pubblica di Umberto Boccioni nel Centenario del Futurismo, riportando per l’occasione in Italia le opere della collezione Chiattone.
Nel 2015 si è tenuta la mostra “Alberto Burri e i poeti”, inserita negli eventi ufficiali per il centenario della nascita del grande artista di Città di Castello. È del 2017 “Nadar / Il teatro della fotografia”, prima mostra istituzionale in Italia sul pioniere della fotografia.
Un sistema di illuminotecnica elettronico e a led, unitamente all’utilizzo di una piattaforma informatica, accessibile al pubblico attraverso una rete wi-fi, un sistema di consultazione mediante schermi tattili e dispositivi palmari per il codice QR, rendono il MAON un museo all'avanguardia per l'adozione di soluzioni tecnologiche avanzate e interattive.

## Bibliografia

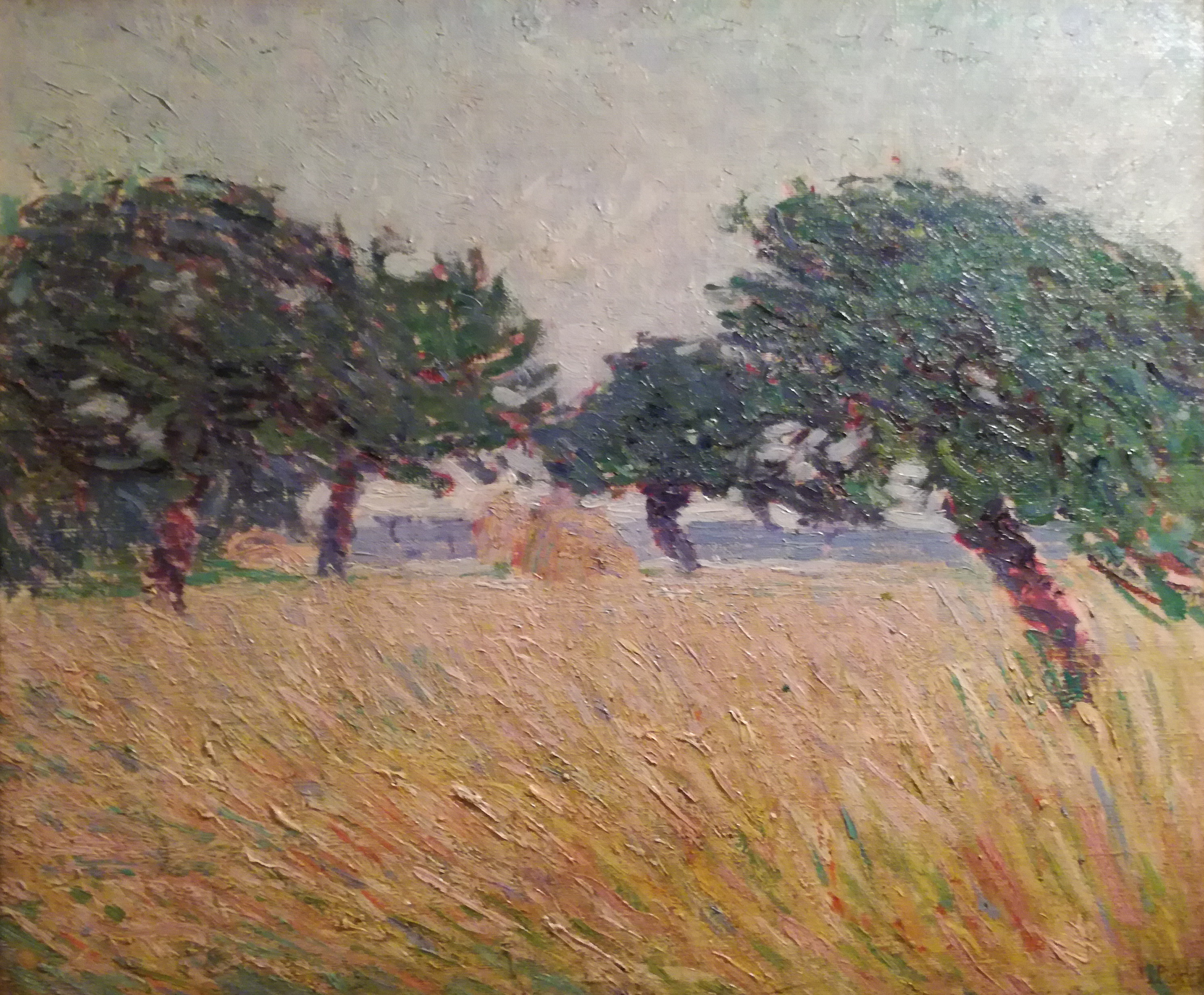
Umberto Boccioni, Paesaggio marino con alberi, 1908, olio su tela, cm 54,5x65.

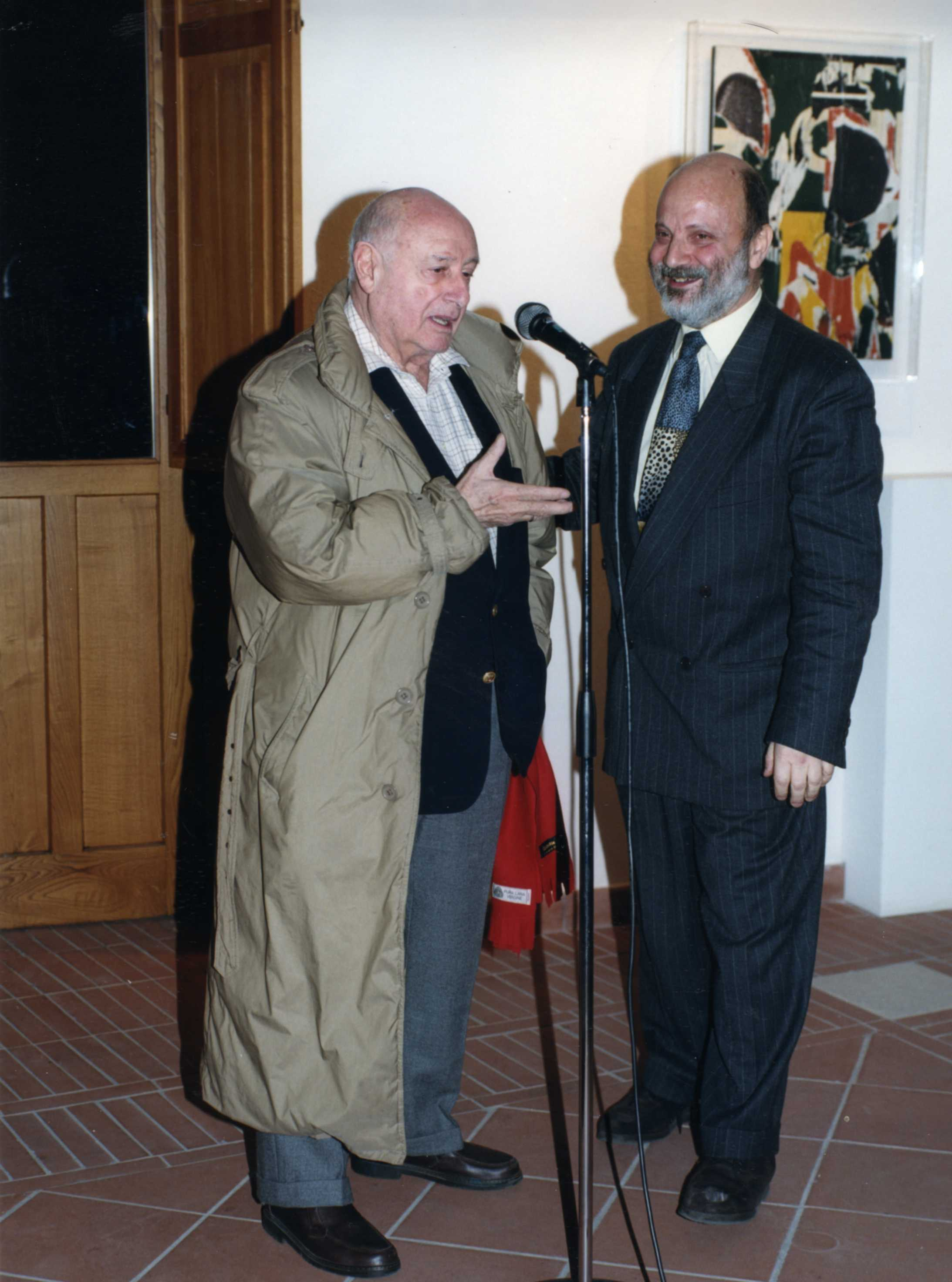
Rotella e Sicoli al MAON, 2001